# أتشيلويس
أتشيلويس أو أخيلويس أو أخيلة (بالإنجليزية: Achelois)‏، في الأساطير الإغريقية، هي ربةُ قمرٍ (تزيل الآلام وتطرد الأحزان) وإليها كان المعبد الدودوني يرفع الذبائح.